# Università di Navarra
L'Università di Navarra è un'università privata promossa dall'Opus Dei e fondata a Pamplona (Navarra, Spagna) nel 1952 da Josemaría Escrivá de Balaguer.
Un terzo degli studenti proviene dalla Navarra, un altro terzo proviene dal resto della Spagna e infine l'ultimo terzo proviene dalle Province Basche (29,9 per cento) e dall'estero. Negli ultimi 11 anni 1.537 studenti hanno partecipato al programma Erasmus.
Insieme all'Università Pubblica di Navarra e l'UNED (Università Nazionale d'Educazione a Distanza) è una delle tre università con sede nel capoluogo della comunità autonoma della Navarra.
Un altro centro è lo IESE Business School, nato nel 1958.
Il lavoro di ricerca è concentrato soprattutto su quattro aree: trattamenti con cellule madri, medicina personalizzata, medicina preventiva e bio-ingegneria.

## Rettori
- Ismael Sánchez Bella (1950-1960)
- José María Albareda (1960-1966)
- Francisco Ponz
- Alfonso Nieto
- Alejandro Llano
- José María Bastero
- María Iraburu Elizalde